# Schrattenbach

Schrattenbach (rechts unten) um 1873 (Aufnahmeblatt der Landesaufnahme)

Schrattenbach ist eine Gemeinde mit 387 Einwohnern (Stand 1. Jänner 2025) im Bezirk Neunkirchen in Niederösterreich.

## Geografie
Schrattenbach liegt im Industrieviertel in Niederösterreich. Das Gemeindegebiet umfasst die Täler von Hornungbach und Schrattenbach, die als Johannesbach nach Osten Richtung Wiener Neustadt fließen. Die Bäche sind in einer Höhe von 500 Meter über dem Meer, die bewaldeten Höhen an der Gemeindegrenze erreichen 800 Meter. Die Fläche der Gemeinde beträgt elf Quadratkilometer, beinahe zwei Drittel sind bewaldet, knapp ein Drittel ist landwirtschaftliche Nutzfläche.

### Gemeindegliederung
Das Gemeindegebiet umfasst fünf Ortschaften (in Klammern Einwohnerzahl Stand 1. Jänner 2025):
- Greith (71)
- Gutenmann (6)
- Hornungstal (82)
- Rosental (182)
- Schrattenbach (46)

Die Gemeinde besteht aus der einzigen Katastralgemeinde Schrattenbach.

### Nachbargemeinden
|                        | Grünbach am Schneeberg                      | Höflein  |
| Puchberg am Schneeberg | Kompassrose, die auf Nachbargemeinden zeigt | Würflach |
|                        | Ternitz                                     |          |

## Geschichte

### Gemeinde Schrattenbach
Der älteste Nachweis einer Besiedlung ist der Fund einer 5000 Jahre alten Ton-Figurine. Aus der Bronzezeit wurden mehrere Schmelzplätze gefunden. Auf eine slawische Besiedlung am Ende des 1. Jahrtausends lassen Ortsnamen wie Sieding schließen. Die deutschsprachige Besiedlung erfolgte in den ersten Jahrhunderten des 2. Jahrtausends. Verschiedene Herren ließen die Wälder von bajuwarischen Leibeigenen roden und vergaben die entstandenen Höfe als Lehen. Durch viele Jahrhunderte war Schrattenbach eine Gemeinde, die von der Land- und Forstwirtschaft lebte. Durch den Fund von Steinkohle in der Nachbargemeinde Grünbach im Jahr 1823 gab es neue Arbeitsplätze im Bergbau und auch gewerbliche Betriebe entstanden. Der Bau der Schneebergbahn 1897 bietet eine Verbindung zum Knoten Wiener Neustadt.

### Burg Schrattenstein
Das Geschlecht der Schrattenstein wird erstmals 1182 genannt: Chalhoch de Sratenstein ist Zeuge einer Urkunde des Markgrafen Otakar IV. Das Geschlecht der Schrattenstein hatte im 12. Jahrhundert an dem Weg vom Schwarzatal ins Puchberger Becken einen Herrschaftssitz errichtet. Sie besaßen die Burg zuerst als freies Eigen, ab 1280 als Lehen der Burggrafen von Nürnberg. Ab 1300 waren die Herren von Haunsfeld die Lehensnehmer und ab 1364 die Herren von Ebersdorf. Diese bauten die Burg 1416 aus, für die Burgkapelle wurde ein eigener Kaplan angestellt. Über die Wallseer und Erasmus von Scherffenberg kam die Burg 1559 in den Besitz des Freiherrn Johann Baptist Hoyos. In dieser Familie blieb der Besitz auch nach der Abschaffung der Adelsherrschaft bis 1937. Da sie aber ab der Mitte des 16. Jahrhunderts nicht mehr bewohnt wurde, begann ihr Verfall. Das Erdbeben des Jahres 1590 richtete weitere Schäden an. Seit 1937 ist die Ruine im Besitz der Gemeinde Wien.

### Bevölkerungsentwicklung
| Schrattenbach: Einwohnerzahlen von 1869 bis 2025    | Schrattenbach: Einwohnerzahlen von 1869 bis 2025 | Schrattenbach: Einwohnerzahlen von 1869 bis 2025 | Schrattenbach: Einwohnerzahlen von 1869 bis 2025 | Schrattenbach: Einwohnerzahlen von 1869 bis 2025 |
| --------------------------------------------------- | ------------------------------------------------ | ------------------------------------------------ | ------------------------------------------------ | ------------------------------------------------ |
| Jahr                                                |                                                  |                                                  |                                                  | Einwohner                                        |
| 1869                                                | 1869                                             |                                                  | 374                                              | 374                                              |
| 1880                                                | 1880                                             |                                                  | 341                                              | 341                                              |
| 1890                                                | 1890                                             |                                                  | 358                                              | 358                                              |
| 1900                                                | 1900                                             |                                                  | 383                                              | 383                                              |
| 1910                                                | 1910                                             |                                                  | 360                                              | 360                                              |
| 1923                                                | 1923                                             |                                                  | 383                                              | 383                                              |
| 1934                                                | 1934                                             |                                                  | 353                                              | 353                                              |
| 1939                                                | 1939                                             |                                                  | 365                                              | 365                                              |
| 1951                                                | 1951                                             |                                                  | 338                                              | 338                                              |
| 1961                                                | 1961                                             |                                                  | 356                                              | 356                                              |
| 1971                                                | 1971                                             |                                                  | 371                                              | 371                                              |
| 1981                                                | 1981                                             |                                                  | 360                                              | 360                                              |
| 1991                                                | 1991                                             |                                                  | 380                                              | 380                                              |
| 2001                                                | 2001                                             |                                                  | 376                                              | 376                                              |
| 2011                                                | 2011                                             |                                                  | 372                                              | 372                                              |
| 2021                                                | 2021                                             |                                                  | 396                                              | 396                                              |
| 2025                                                | 2025                                             |                                                  | 387                                              | 387                                              |
| Quelle(n): Statistik Austria, Gebietsstand 1.1.2021 |                                                  |                                                  |                                                  |                                                  |

### Religion
Nach den Daten der Volkszählung 2001 waren 89,6 % der Einwohner römisch-katholisch, 0,3 % evangelisch, 0,3 % Muslime, 9,0 % der Bevölkerung hatten kein religiöses Bekenntnis.

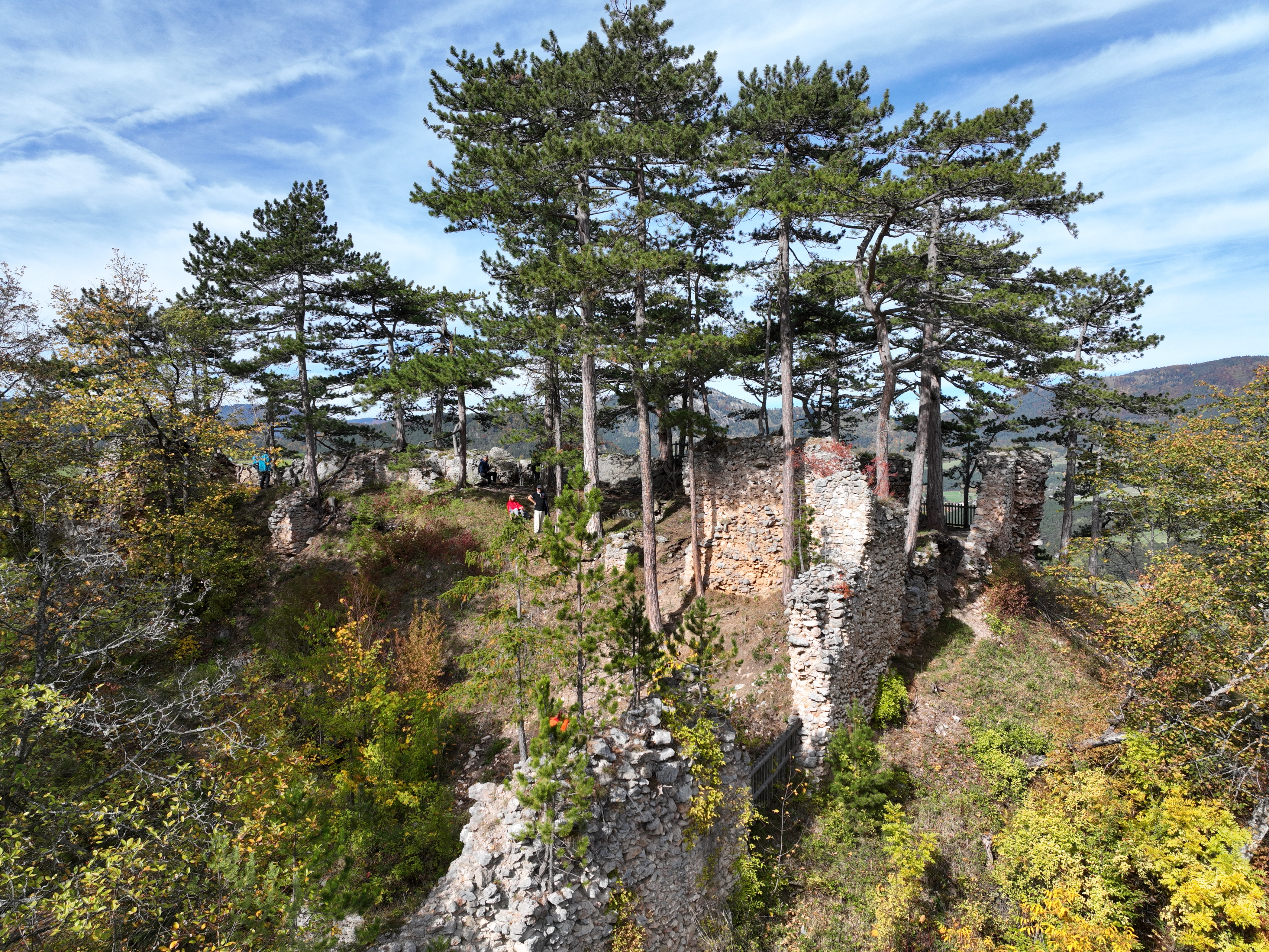
Burgruine Schrattenstein

## Kultur und Sehenswürdigkeiten
- Burgruine Schrattenstein

## Wirtschaft und Infrastruktur

### Wirtschaftssektoren
Von den 25 landwirtschaftlichen Betrieben des Jahres 2010 wurden acht im Haupt- und 17 im Nebenerwerb geführt. Beide Gruppen bewirtschafteten je die Hälfte der Flächen. Der Großteil der Beschäftigten des Produktionssektors arbeitete in der Bauwirtschaft. Die wichtigsten Arbeitgeber des Dienstleistungssektors waren die Bereiche Verkehr (62), Handel (9) und soziale und öffentliche Dienste (9 Erwerbstätige).
| Wirtschaftssektor            | Anzahl Betriebe | Anzahl Betriebe | Erwerbstätige | Erwerbstätige |
| Wirtschaftssektor            | 2011            | 2001            | 2011          | 2001          |
| ---------------------------- | --------------- | --------------- | ------------- | ------------- |
| Land- und Forstwirtschaft 1) | 25              | 27              | 15            | 14            |
| Produktion                   | 4               | 4               | 31            | 18            |
| Dienstleistung               | 22              | 12              | 91            | 51            |

1) Betriebe mit Fläche in den Jahren 2010 und 1999

### Arbeitsmarkt, Pendeln
Im Jahr 2011 lebten 175 Erwerbstätige in Schrattenbach. Davon arbeiteten 39 in der Gemeinde, mehr als drei Viertel pendelten aus.

### Öffentliche Einrichtungen
In der Gemeinde befindet sich ein Kindergarten.

### Verkehr
- Eisenbahn: Am Nordrand des Gemeindegebietes verläuft die normalspurige Schneebergbahn von Wiener Neustadt nach Puchberg am Schneeberg. Der nächste Bahnhof ist Grünberg am Schneeberg. Von dort gibt es stündliche Verbindungen nach Wiener Neustadt.[11]
- Straße: Schrattenbach ist nur über Nebenstraßen erreichbar. Die Puchberger Straße B26 berührt das Gemeindegebiet bei Grünbach am Schneeberg.

## Politik

### Gemeinderat
| Der Gemeinderat hat 13 Mitglieder. Nach den Gemeinderatswahlen in Niederösterreich hatte der Gemeinderat folgende Verteilungen: - 1990: 10 ÖVP, 2 Freie unabhängige Bürgerliste und 1 SPÖ - 1995 hatte der Gemeinderat folgende Verteilung: 9 ÖVP, 2 Freie unabhängige Bürgerliste, und 2 SPÖ. - 2000 hatte der Gemeinderat folgende Verteilung: 10 ÖVP und 3 SPÖ - 2005: 9 ÖVP und 4 SPÖ - 2010: 8 ÖVP, 4 SPÖ und 1 „Liste für Schrattenbach“ - 2015: 9 ÖVP, und 4 SPÖ - 2020: 9 ÖVP, 2 SPÖ und 2 Für Schrattenbach. Seit den Gemeinderatswahlen in Niederösterreich 2025 hat der Gemeinderat folgende Verteilung: 6 ÖVP, 5 Gemeinsam N.E.U. für Schrattenbach und 2 SPÖ. | Die zur Anzeige dieser Grafik verwendete Erweiterung wurde dauerhaft deaktiviert. Wir arbeiten aktuell daran, diese und weitere betroffene Grafiken auf ein neues Format umzustellen. (Mehr dazu) |

### Bürgermeister
Bürgermeister seit 1850 waren:
- 1850–1862 Georg Adrigan
- 1862–1865 Georg Passauer
- 1865–1867 Leopold Steiner
- 1868–1870 Johann Triebl
- 1870–1873 Johann Stickler
- 1873–1876 Georg Passauer
- 1876–1879 Georg Adrigan
- 1879–1882 Joseph Stickler
- 1882–1885 Franz Reiterer
- 1885–1888 Josef Adrigan
- 1888–1894 Franz Stickler
- 1894–1900 Franz Reiterer
- 1900–1906 Jacob Triebl
- 1906–1914 Kasper Gansterer
- 1914–1918 Josef Adrigan
- 1918–1919 Franz Stickler
- 1919–1920 Johann Triebl
- 1920–1924 Jacob Triebl
- 1924–1929 Josef Hörmann
- 1929–1939 Franz Kristian
- 1939–1941 Josef Adrigan
- 1942–1945 (bei Grünbach)
- 1945–1946 Franz Kristian
- 1946–1960 Franz Stickler
- 1960–1963 Franz Holzer
- 1963–1965 Johann Triebl
- 1965–1993 Eduard Braun
- 1994–2010 Josef Kristian (ÖVP)
- seit 2010 Franz Pölzelbauer (ÖVP)[20]

### Wappen
Der Gemeinde wurde 1981 folgendes Wappen verliehen: In einem von Blau und Grün geteilten Schild eine aus der Schildesteilung wachsende silberne Spitze, die mit einer in die untere Schildeshälfte reichende, wechselnde Farben zeigende Lilie belegt ist.
Das silberne Dreieck zeigt den Schneeberg, Grün und Blau symbolisieren die Natur mit Wiesen und Wäldern und den Himmel. Die Lilie stammt aus dem Wappen der Schrattensteiner, unter deren Führung die Burg Schrattenstein erstmals urkundlich erwähnt wurde.